# Santa Marta
Santa Marta là một khu tự quản thuộc tỉnh Magdalena, Colombia. Thủ phủ của khu tự quản Santa Marta đóng tại Santa Marta Khu tự quản Santa Marta có diện tích 2381 ki lô mét vuông. Đến thời điểm ngày 28 tháng 5 năm 2005, khu tự quản Santa Marta có dân số 283711 người.